# Geschiedenis van Puerto Rico
Het eiland Puerto Rico of Porto Rico werd oorspronkelijk bewoond door de Taino's, een stam Arowakken-indianen. Het werd op 14 november 1493 ontdekt  door Columbus tijdens zijn tweede reis.

## Spaanse tijd
Gedurende de eerste jaren van de Spaanse kolonisatie van Amerika was Puerto Rico de uitvalsbasis van de Spanjaarden. In het begin van de 19e eeuw, toen Spanje een liberale periode doormaakte, zond Puerto Rico voor het eerst een afgevaardigde naar het Spaanse parlement, de Cortes. Deze afgevaardigde, Ramón Power y Giralt was een begenadigd spreker die voor Puerto Rico veel belangrijke verbeteringen in internationaal bestuur en handel wist te bewerkstelligen. Toen de politiek in Spanje weer terugkeerde naar het absolutisme, werd een deel van de oude onderdrukkende maatregelen weer op de Spaanse koloniën toegepast.
Er was een verlangen naar vrijheid in Puerto Rico, maar met twee belangrijke verschillen. De bevolking van Puerto Rico wilde verandering, maar wees geweld af. Er heeft nooit een revolutie plaatsgevonden op het eiland; de enige poging, in 1868 in het bergdorp Lares, mislukte vrijwel meteen bij gebrek aan steun vanuit de bevolking. Het tweede verschil was dat de bevolking vrijheid wilde, maar niet onafhankelijk van Spanje wilde worden. Het doel was persoonlijke vrijheid, de afschaffing van de slavernij, en volledig zelfbestuur, maar zonder de banden met Spanje door te snijden. Kampioenen van de vrijheidsbeweging waren Ramon Baldorioty de Castro, en, aan het eind van de eeuw, Luis Muñoz Rivera. In 1897 haalde deze een liberale Spaanse regering over om in te stemmen met een charter voor zelfstandigheid. In het volgende jaar ontstond Puerto Rico's eerste zelfstandige regering, met Muñoz Rivera als leider. Maar binnen een jaar kwam hieraan een onverwacht einde.

## Amerikaanse tijd
Op 25 juli 1898, landden de Verenigde Staten tijdens de Spaans-Amerikaanse Oorlog in Puerto Rico bij Guánica Bay. Spanje verloor de oorlog, en werd nog datzelfde jaar bij de Vrede van Parijs gedwongen Puerto Rico over te dragen. Het grootste deel van de bevolking van Puerto Rico beschouwde de Amerikaanse vlag als een symbool van vrijheid en welvaart, en verwelkomde de Amerikaanse soldaten. Maar dankzij de Amerikaanse Foraker Act werd in Puerto Rico een koloniaal bewind gevestigd dat door een grote meerderheid van de bevolking werd afgewezen.
Een jaar na de invasie omhelsde Dr. Jose Celso Barbosa het idee van een annexatie door de Verenigde Staten als een oplossing voor de koloniale situatie. Hij richtte in 1899 de Puerto Ricaanse Republikeinse Partij op. In 1904 richtten Luis Muñoz Rivera en José de Diego de Unionist Party van Puerto Rico op. De partij was tegen de koloniale regering die was gesticht onder de Foraker Act. Rosendo Matienzo Cintrón, Manuel Zeno Gandía, Luis Llorens Torres, Eugenio Benítez Castaño, en Pedro Franceschi begonnen in 1912 de Onafhankelijkheidspartij, die de weg vrijmaakte voor vergelijkbare organisaties.
De Nationalistische Partij van Puerto Rico werd in 1922 opgericht. De partij oefende kritiek uit op het Amerikaanse koloniale bewind wegens het optreden tegen de Spaanse en Latijns-Amerikaanse wortels van de cultuur van Puerto Rico. De partij pleitte ook voor volledige onafhankelijkheid en groeide onder leiding van Dr. Pedro Albizu Campos, die later door het koloniale bewind gevangen werd gezet. Bij een ongeorganiseerde optocht van de NP in de stad Ponce werden 18 nationalisten doodgeschoten door de politie; een gebeurtenis die later bekend werd als de Ponce-slachting. 
Luis Muñoz Marín richtte in 1940 de Partido Popular Democratico (PPD) op. De slagzin was: "Pan, Tierra y Libertad" (brood, land en vrijheid). De partij was voorstander van de onafhankelijkheid, maar vond sociale en economische hervormingen belangrijker. Zes jaar later richtten dissidenten de Puerto Rico Onafhankelijkheidspartij (1946-    ) op, omdat ze zagen dat de PPD steeds verder van de onafhankelijkheid af raakte. Gedurende die periode benoemde het koloniale bestuur Jesús T. Piñero tot eerste Puerto Ricaanse gouverneur. In 1948 werd Luis Muñoz Marín de eerste gekozen gouverneur.
Een wet uit 1948, de Gag Law genaamd, maakte het illegaal om ten gunste van de Puerto Ricaanse onafhankelijkheid te spreken of zelfs de Puerto Ricaanse vlag te tonen. Deze wet, ingevoerd door de koloniale regering van de Verenigde Staten, werd gebruikt om Puerto Ricaanse onafhankelijkheidsleiders te vervolgen en gevangen te zetten, waardoor angst onder de bevolking werd gezaaid en elke vorm van nationalistische en patriottische expressie werd ontmoedigd.

## Law 600
In 1950, 52 jaar na de invasie van 1898, stemde de Amerikaanse regering in met Law 600 die Puerto Rico het recht gaf een eigen grondwet op te stellen. De grondwet werd goedgekeurd door de meerderheid van de bevolking, en later door het Amerikaans Congres dat echter de uiteindelijke  soevereiniteit over Puerto Rico behield, hoewel Puerto Rico wel zelfbestuur kreeg. Onder deze grondwet is Puerto Rico een vrijstaat (en: commonwealth), die is verbonden met de Verenigde Staten. 
Sinds 1917 zijn Puerto Ricanen onder de Jones Act burgers van de Verenigde Staten. Deze wet kan op elk moment worden gewijzigd door het Amerikaanse Congres. Puerto Ricanen zijn gerechtigd om zonder visum overal in de Verenigde Staten te wonen, en omgekeerd mogen Amerikaanse staatsburgers naar Puerto Rico emigreren zonder visum. Maar Puerto Ricanen zijn niet vertegenwoordigd in het Amerikaanse Congres, hebben geen stemrecht voor de Amerikaanse presidentsverkiezingen en betalen geen federale inkomstenbelasting of btw. Puerto Rico heeft een gekozen functionaris, een Resident Commissioner, die in het Congres plaatsneemt als gedelegeerde van Puerto Rico. Hij heeft spreekrecht in het Huis van Afgevaardigden en mag zitting nemen in commissies, maar hij heeft geen stemrecht.
De NP noemde de grondwet, en de steun van Muñoz Marín aan de grondwet, een schandaal. In 1950 vielen aanhangers de ambtswoning van de gouverneur aan. Bij de rellen werden 23 mensen gedood en raakten meer dan 50 gewond. Op 25 juli 1952 volgde de inhuldiging van de nieuwe status van Estado Libre Asociado (vrijstaat) door Gouverneur Muñoz Marín die de Puerto Ricaanse vlag hees en het volkslied liet spelen. In 1953 nam de Algemene Vergadering van de Verenigde Naties resolutie 748 (VIII) aan, waarin het zelfbestuur van Puerto Rico werd erkend.
De Nieuwe Progressieve Partij, in 1968 opgericht door Luis A. Ferre, won datzelfde jaar de verkiezingen. De partij beschouwde de annexatie door de Verenigde Staten als een burgerrechtenkwestie. In de jaren zeventig trad polarisatie op door de oprichting van radicale onafhankelijkheidsgroeperingen en de Puerto Rico Socialistische Partij (PSP), een pro-Cubaanse marxistische partij. Twee van de radicale groeperingen, Los Macheteros en de FALN werden door de Amerikaanse regering tot terroristische groeperingen bestempeld. Door voorstanders van de onafhankelijkheid werden ze juist als vrijheidsstrijders beschouwd.
In 1972 verloor de PNP van de PPD. Rafael Hernández Colón werd op 36-jarige leeftijd de onbetwiste leider van de PPD. Hij was de vierde gekozen gouverneur en was er voorstander van dat aan de status van gemenebest meer macht werd verbonden. Een van zijn projecten was een zeetransportbedrijf dat eigendom zou zijn van Puerto Rico, zodat de kosten voor transport over water beter konden worden beheerst. In 1974 werd daartoe het bedrijf Is Land gekocht om "Navieras de Puerto Rico" te vormen. 
De vijfde gouverneur was Carlos Romero Barceló, een voorstander van annexatie door de Verenigde Staten. Hij was geliefd bij de PNP maar de oppositie moest niets van hem hebben. Onder zijn bewind werd sectie 936 van de Amerikaanse Inkomstenbelasting ingevoerd. Dit gaf Amerikaanse bedrijven de mogelijkheid om winst te maken in Puerto Rico zonder belasting te betalen. Zijn bewind werd overschaduwd door de Cerro Maravilla-affaire, waarbij twee voorstanders van de onafhankelijkheid door undercover-agenten werden gedood. Er ontstond een Watergate-achtig schandaal dat later werd onderzocht door de Senaat.
In 1980 won Romero Barcelo de verkiezingen met 0,2% verschil. De uitslag was omstreden. Romero Barcelo verloor de Senaat en het Huis van Afgevaardigden aan de PPD. Radicale groeperingen die naar onafhankelijkheid streefden, werden weer actief, en in 1981 bliezen ze 11 straaljagers op de Amerikaanse basis Muñiz op. 
Rafael Hernández Colón werd in 1984 voor de tweede keer hoofd van de regering. Hij bleef tot 1991 aan de macht. Pedro Rosselló werd in 1992 de zesde gouverneur. Hij zette de status van Puerto Rico in Washington D.C. op de agenda en ondersteunde twee referenda, maar deze waren niet bindend. Hij voerde een nieuw systeem voor gezondheidszorg in, vergelijkbaar met dat van Canada. Het werd door brede lagen van de bevolking geaccepteerd.

## Tegenwoordige tijd
Gesteld voor de keuze tussen onafhankelijkheid, een federale status, of voortzetting van de geldende situatie met meer macht, zoals voorgesteld door de Popular Democratic Party, koos Puerto Rico voor voortzetting van de status als gemenebest. Maar men is niet tevreden met de huidige situatie. Bij alle politieke partijen en maatschappelijke organisaties staat de status van Puerto Rico op de agenda. Veel leiders binnen de PPD die een voorstander zijn van het gemenebest, stellen een Geassocieerde Republiek voor, of een Vrije Associatie, vergelijkbaar met de situatie op de Marshall Islands of Palau. De linkervleugel van de PPD heeft enig succes bereikt met pogingen de partij een meer nationalistische houding te laten aannemen.
Op 19 april 1999 wierpen twee straaljagers van de Amerikaanse marine tijdens een oefenvlucht bommen af op het eiland Vieques. Ze misten echter hun doel, en daarbij kwam David Sanes, een burgerbewaker, om het leven. Later die maand bezetten demonstranten het oefenterrein op Vieques. Gouverneur Pedro Rosselló veroordeelde het incident, en verklaarde zich voorstander van een einde aan de militaire oefeningen. In het voorjaar van 2000 gingen honderdduizend mensen in San Juan de straat op om te demonstreren voor een einde aan de militaire oefeningen en aan het gebruik van de Amerikaanse basis voor militaire doeleinden.
Sila María Calderón werd in 2001 de zevende regeringsleider van Puerto Rico, en de eerste vrouw in die functie. Ze steunde het vertrek van de Amerikaanse marine, en stond burgerlijke ongehoorzaamheid op de basis toe. Tegelijkertijd berichtte de pers over grote milieuschade, en kwam naar buiten met het nieuws dat bij inwoners van Vieques meer kankergevallen voorkwamen dan bij inwoners van het hoofdeiland. Later dat jaar schortte de Amerikaanse regering de militaire oefeningen in Vieques op, en in mei 2003 werd de basis gesloten. Het gebied, sinds 1941 een Amerikaanse basis, zal naar verwachting aan de gemeente Vieques worden teruggegeven.
Van 1999 tot 2003 werden meer dan 1500 mensen gearresteerd wegens burgerlijke ongehoorzaamheid. Onder hen leiders van drie politieke partijen en leden van de katholieke kerk. Op 25 juli 2003 kondigde gouverneur Calderón aan dat ze een nieuwe buiten-politieke beweging zou steunen die in 2004 de status van Puerto Rico zal behandelen.